# Ricardo Valderrama
Ricardo Valderrama (Caracas, 16 de enero de 1987) es un deportista venezolano que compite en judo.
Ganó dos medallas en los Juegos Panamericanos, en los años 2011 y 2019, y cuatro medallas en el Campeonato Panamericano de Judo entre los años 2010 y 2018.

## Palmarés internacional
| Juegos Panamericanos    | Juegos Panamericanos       | Juegos Panamericanos | Juegos Panamericanos |
| Año                     | Lugar                      | Medalla              | Categoría            |
| ----------------------- | -------------------------- | -------------------- | -------------------- |
| 2011                    | Guadalajara (México)       | Medalla de bronce    | –66 kg               |
| 2019                    | Lima (Perú)                | Medalla de bronce    | –66 kg               |
| Campeonato Panamericano |                            |                      |                      |
| Año                     | Lugar                      | Medalla              | Categoría            |
| 2010                    | San Salvador (El Salvador) | Medalla de bronce    | –66 kg               |
| 2011                    | Guadalajara (México)       | Medalla de plata     | –66 kg               |
| 2012                    | Montreal (Canadá)          | Medalla de bronce    | –66 kg               |
| 2018                    | San José (Costa Rica)      | Medalla de bronce    | –66 kg               |